# Fruto prohibido (programa de televisión)
Fruto prohibido fue un programa de televisión chileno que se transmitió por Televisión Nacional de Chile entre los años 2011 y 2012. Fue conducido por Katherine Salosny, Ignacio Franzani y Delfina Guzmán.

## Antecedentes
El proyecto se formó luego de la buena evaluación que tuvo Ignacio Franzani en su late show A/Z, a quién decidieron juntar con Salosny que dejaba la animación de Buenos días a todos, esto también por la necesidad del canal de tener un espacio de conversación.
El espacio contó, en un comienzo, con la producción del periodista Guillermo Muñoz, quién ha trabajado también en espacios como Informe especial, De pe a pa y Animal nocturno, para luego ser reemplazado por Verónica Saquel, quien dio al programa una orientación hacia contenidos vinculados con la farándula.
También contó con la participación de José Antonio Neme, quien se encargó de hacer entrevistas a diversas personalidades en el extranjero, y de Arianda Sodi, la primera notera transformista, un gran paso para la aceptación de la homosexualidad a los medios de comunicación.

## Desarrollo
| Programa | Fecha                    | Audiencia | Lugar       | Referencia | Invitados                                                                                            |
| -------- | ------------------------ | --------- | ----------- | ---------- | --- |
| 1        | 7 de junio de 2011       | 11 pts    | No apareció | [ 3 ]      | Antonio Banderas Martha Rivera Miguel Piñera Nicolás Massú Dayanne Mello Ivan Moreira Pablo Mackenna |
| 2        | 14 de junio de 2011      | 16,4 pts  | 6           | [ 4 ]      | María José López Padre Alberto                                                                       |
| 3        | 21 de junio de 2011      | --        |             |            | Mago Larraín Pancho Puelma                                                                           |
| 4        | 28 de junio de 2011      | --        |             |            | Ena von Baer La Mujer Vampiro DJ Méndez                                                              |
| 5        | 26 de julio de 2011      | --        |             |            | |
| 6        | 2 de agosto de 2011      | 12,5      | 10          | [ 5 ]      | |
| 7        | 9 de agosto de 2011      | 16,4      | 5           | [ 6 ]      | |
| 8        | 16 de agosto de 2011     | --        |             |            | |
| 9        | 23 de agosto de 2011     | 13,5      | 8           | [ 7 ]      | |
| 10       | 30 de agosto de 2011     | --        |             |            | Diana Bolocco Evelyn Matthei                                                                         |
| 11       | 13 de septiembre de 2011 | 27,3      | 2           | [ 8 ]      | Raquel Argandoña Catherine Fulop Soledad Onetto Daniel Segués Cristina Fuentes                       |
| 12       | 20 de septiembre de 2011 |           |             |            | Amalia Cubillos Zalo Reyes Daniela Ramírez                                                           |
| 13       | 27 de septiembre de 2011 |           |             |            | Jorge Zabaleta Leslie Santana Marlen Olivarí                                                         |
| 14       | 4 de octubre de 2011     |           |             |            | Florencia de la V Pedro Carcuro Illapu Inti Illimani                                                 |
| 15       | 11 de octubre de 2011    |           |             |            | Luis Ventura Javiera Contador Fernando Larraín Dayana Amigo Fernando Godoy René Alinco               |
| 16       | 3 de noviembre de 2011   |           |             |            | Carolina Arregui Ricarte Soto María Eugenia Larraín                                                  |
| 17       | 9 de noviembre de 2011   |           |             |            | Moria Casán Luis Jara Marco Enríquez-Ominami                                                         |
| 18       | 17 de noviembre de 2011  |           |             |            | Karen Doggenweiler Los Vivancos                                                                      |